# Vila Černopolní 41
Vila Černopolní 41 byla realizována architektem Františkem Aloisem Dvořákem roku 1904. Stojí mezi nejstarší stavbou první brněnské vilové kolonie, vilou Karla Kaisera a slavnou vilou Tugendhat. 
Historizující architektura vily s černými románskými a renesančními motivy. Letohrádek má arkádovou lodžii a věž v průčelí.
Stavba figurovala v 39. epizodě seriálu Četnické humoresky jako Kulhánkova ordinace.